# オンリー・ユー (1994年の映画)
『オンリー・ユー』（Only You）は、1994年に公開されたアメリカ合衆国のロマンティック・コメディ映画。

## ストーリー
ルイ・アームストロングが歌う「オンリー・ユー」が流れる。小学校教師であるロマンティストな女性フェイス（「信念」という意味がある）は、幼い頃に兄ラリーと遊んだ占い盤で出てきた名前と水晶占い師にも告げられた「運命の人」の名前「デイモン・ブラッドリー」を未だに信じている。だが、そんな名前の男性が実際に現れるはずもなく、フェイスは足専門の医者のドウェインと婚約。『南太平洋』の「魅惑の宵」を感動しながら観ていると、兄の妻で親友でもあるケイトは「『愛の歌は残酷なウソ』とカウンセラーが言った」などと愚痴だらけ。結婚式まで10日前と迫ったある日、2度着たという母親のウェディングドレスを試着して「人生は映画と違う」と嘆く。転送されたドウェイン宛ての電話が鳴り、結婚式には参加できないという高校の同級生の名前を聞くと「デイモン・ブラッドリー」という。
これは運命なんだと信じて疑わないフェイスはケイトと共に、デイモンが向かったとされるベニスの高級ホテル「ダニエリ」へと向かう。しかし、彼はその日のうちにホテルを発ってしまっていた。それでも諦めきれないフェイスはゴミの中のメモから彼が次に向かったかもしれないローマへ、ストライキで交通手段がなくなるので、レンタカーで向かう。「お見合い結婚がうらやましい　失敗を親のせいにできるわ」といいながらレストランで人探し。その名前の男は6000キロ旅してきて5メートル先にいるといわれるが、トラブルで見失う。街なかで、靴を落とし、偶然にも拾った男性は靴の専門家で「デイモン・ブラッドリー」と名乗る。ゲーテの詩を2人で暗唱「…離れていた二人に昨夜同じ鳥の鳴き声が響いた」、リルケの詩だった！一日デートを楽しみ、「真実の口」で手を一緒に入れ、いざキスを交わすとなった時、2人は意外な告白をする。帰国する前にポジターノに、ケイトにナンパするイタリア男と4人で向かう。浜で老人が「運命は星に書かれている」という。異常事態に慌ててイタリアに来たラリーが占いに関する真実を伝える。

## キャスト
※括弧内は日本語吹替
- フェイス・コルヴァッチ - マリサ・トメイ（佐々木優子）
- ピーター・ライト - ロバート・ダウニー・Jr（堀内賢雄）
- ケイト・コルヴァッチ - ボニー・ハント（吉田理保子）
- ジョヴァンニ - ジョアキム・デ・アルメイダ（菅生隆之）
- ラリー・コルヴァッチ - フィッシャー・スティーヴンス（牛山茂）
- ハリー - ビリー・ゼイン（中田和宏）
- ドウェイン - ジョン・ベンジャミン・ヒッキー（伊藤和晃）
- レスリー - シオバン・ファロン（雨蘭咲木子）
- デイモン・ブラッドリー - アダム・ルフェーヴル（大川透）
- 水晶占い師 - アントニア・レイ（片岡富枝）

## スタッフ
- 監督：ノーマン・ジュイソン
- 製作：ノーマン・ジュイソン、ケイリー・ウッズ、ロバート・N・フリード、チャールズ・マルヴェヒル
- 脚本：ダイアナ・ドレイク
- 撮影：スヴェン・ニクヴィスト
- 音楽：レイチェル・ポートマン